# Município de Winchester (condado de Adams, Ohio)
O município de Winchester (em inglês: Winchester Township) é um município localizado no condado de Adams no estado estadounidense de Ohio. No ano de 2010 tinha uma população de 2.208 habitantes e uma densidade populacional de 26,07 pessoas por km².

## Geografia
O município de Winchester encontra-se localizado nas coordenadas 38° 57′ 58″ N, 83° 38′ 19″ O. Segundo a Departamento do Censo dos Estados Unidos, o município tem uma superfície total de 84.68 km², da qual 84,62 km² correspondem a terra firme e (0,07 %) 0,06 km² é água.

## Demografia
Segundo o censo de 2010, tinha 2.208 habitantes residindo no município de Winchester. A densidade populacional era de 26,07 hab./km². Dos 2.208 habitantes, o município de Winchester estava composto pelo 98,6 % brancos, o 0,14 % eram afroamericanos, o 0,32 % eram amerindios, o 0,18 % eram de outras raças e o 0,77 % eram de uma mistura de raças. Do total da população o 0,91 % eram hispanos ou latinos de qualquer raça.